# مرحمت (مجموعه تلویزیونی)
مرحمت (به ترکی استانبولی: Merhamet) مجموعهٔ تلویزیونی در ژانر درام برگرفته از رمان رنگ قهوه‌ای اثر هانده آلتایلی که ساخت ترکیه و تولید شبکهٔ کانال د به کارگردانی چاغاتای توسون است. اوزگو نامال و ابراهیم چلیک‌کول ستاره‌های این مجموعهٔ تلویزیونی هستند. داستان آن در سال ۱۹۹۶ اتفاق می‌افتد و داستان نارین را روایت می‌کند که یک وکیل در شهر استانبول است.

## بازیگران اصلی
- اوزگو نامال در نقش نارین ییلماز کازان
- ابراهیم چلیک‌کول در نقش فیرات کازان
- بورچین ترزی اوغلو در نقش دنیز
- مصطفی اوستونداع در نقش سرمت کارایِل
- یاسمین آلن در نقش ایرماک
- احمد رفعت شونگر در نقش عاطف

## داستان
نارین دختر موفقی است که با خانواده اش زندگی می‌کند. پدری دارد معتاد به الکل که شغل ثابتی هم ندارد و مدام نارین را کتک می‌زند. تنها چیزی که نارین از دنیا می‌خواهد این است که زن موفقی شود و بتواند مستقل زندگی کند و روی پای خودش بایستد. به همین دلیل در کنار درس خواندن کار هم می‌کند. پدرش موافق درس خواندن او نیست و می‌خواهد به جای مدرسه رفتن کار کند و درآمدش را به او بدهد. به همین دلیل نارین دور از چشم پدر معتادش کار می‌کند تا بتواند پول‌هایش را برای خود پس‌انداز کند و زندگی مستقلی که همیشه آرزویش را دارد شروع کند. از طرفی نارین خواهر کوچک‌تری به نام شادیه دارد که همیشه طرفدار نارین است و برادر بزرگ‌تری هم دارد که مدام به نارین فشار می‌آورد که ترک تحصیل کند.
مادر نارین چون دوست ندارد جو خانه متشنج باشد با هر مشاجره‌ای مخالفت می‌کند. به همین دلیل او هم طرفِ شوهرش است و از نارین جانب داری نمی‌کند. نارین تلاش می‌کند قوی باشد و در این شرایط بتواند روحیه اش را حفظ کند و شاد باشد.
بالاخره نارین در امتحان ورودی دانشکده حقوق قبول می‌شود و برای ادامهٔ تحصیل در رشته حقوق به استانبول می‌رود و زندگی جدیدی را آغاز می‌کند و دیگر هرگز نه به خانواده اش زنگ می‌زند و نه به دیدن آن‌ها می‌رود. می‌خواهد تمام گذشته و تلخی‌هایش را فراموش کند. در استانبول با دختری ثروتمند به نام دنیز هم‌خانه می‌شود که واقعاً” دختری دوست داشتنی و مهربان است. آن‌ها خیلی زود با هم مثل دو خواهر صمیمی شدند. دنیز همیشه نارین را کمک می‌کرد و نمی‌خواست فقر به او آسیبی برساند.
پس از سال‌ها زمانی هم که نارین وکیلی بسیار موفق شد هرگز محبت‌های دنیز را فراموش نکرد و همیشه به دیدن دوست صمیمی و مهربان خود می‌رفت.
تا این که ایرماک خواهر کوچک و لوس دنیز با نامزدش فیرات از سوئیس برگشتند و همه چیز عوض شد. نارین فیرات را بلافاصله شناخت، اما ترجیح داد به روی خودش نیاورد و چیزی نگوید.
فیرات نامزدِ خواهر دنیز اولین عشق نارین بود و نارین هرگز او را فراموش نکرده بود. در واقع آن‌ها هر دو عاشق هم بودند. فیرات در مورد گذشتهٔ نارین خیلی چیزها را برملا کرد….
در این داستان با تجربه‌های تلخ و شیرین زندگی پرفرازونشیب نارین همراه می‌شوید.

## پخش بین‌المللی
| کشور           | شبکه(ها)          | تاریخ انتشار                | عنوان                           |
| -------------- | ----------------- | --------------------------- | ------------------------------- |
| ایران          | جم تی‌وی           | ۱۵ سپتامبر ۲۰۱۳             | مرحمت (مرحمت)                   |
| کرواسی         | نوا               | ۲۶ نوامبر ۲۰۱۳              | میلوست                          |
| پاکستان        | اردو 1 درام مرکزی | ۱۶ آوریل ۲۰۱۴، سپتامبر ۲۰۲۰ | بد نصیب (بد نصیب) رحمت          |
| بلغارستان      | bTV               | ۵ نوامبر ۲۰۱۴               | میلوست (رحمت)                   |
| صربستان        | پروا              | ۲۳ فوریه ۲۰۱۵               | میلوست                          |
| رومانی         | تلویزیون آکاسا    | ۲۸ اکتبر ۲۰۱۵               | Iertare                         |
| جهان عرب       | MBC4ام‌بی‌سی ۱اَل‌عرب | ۲۰۱۵                        | الرحمه مدبله (الحلقات - الرحمة) |
| ایالات متحده   | تلویزیون پاسیونس  | ۳ مه ۲۰۱۶                   | رحمت                            |
| پورتوریکو      | WAPA-TV           | ۹ مه ۲۰۱۶                   | مرحمت                           |
| مقدونیه        | تلویزیون سایتل    | ۱۵ ژوئن ۲۰۱۶                | میلوست (رحمت)                   |
| فدراسیون روسیه | تلویزیون دامشنی   | ۲۵ مه ۲۰۱۴                  | میلوسردیه                       |